# Fritz Feinhals

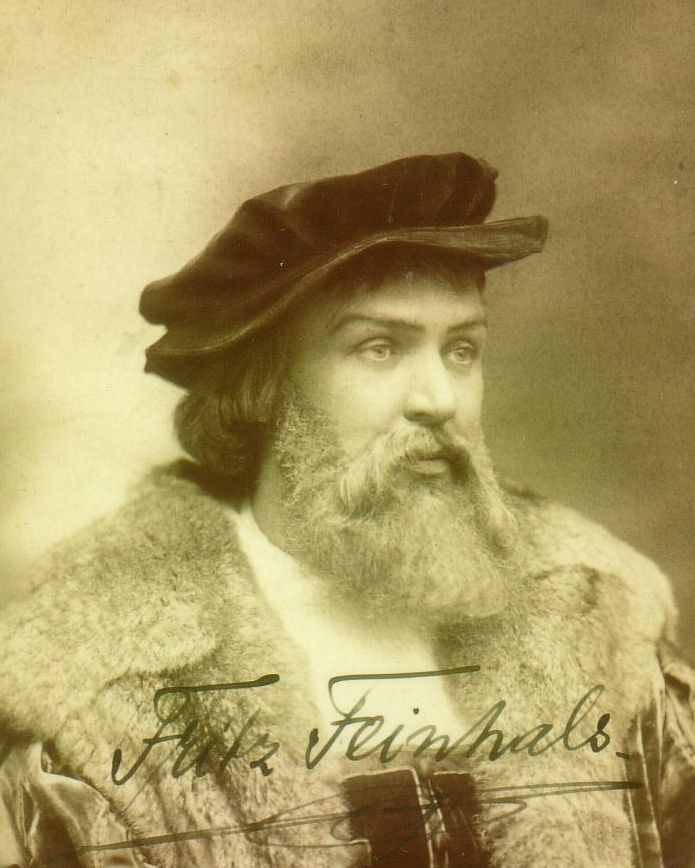
Fritz Feinhals

Fritz Feinhals (* 14. Dezember 1869 in Köln; † 30. August 1940 in München) war ein deutscher Opernsänger (Bariton) und Königlich-Bayerischer Kammersänger in München.

## Leben
Feinhals entstammt einer alt eingesessenen Kölner Kaufmannsfamilie, sein Vater Josef Feinhals sen. († 15. Dezember 1907) gründete 1861 den bis 1968 in Familienbesitz befindlichen Kölner Tabakhandel Jos. Feinhals Köln. Sein Bruder war der Zigaretten- und Zigarrenfabrikant sowie Kunstmäzen Josef Feinhals dessen Künstlername „Collofino“ war, der ein wichtiger Initiator und Förderer der Rheinischen und Kölner Kunst- und Kulturszene vor dem Zweiten Weltkrieg war.
Nach der Absolvierung des Kölner Friedrich-Wilhelm-Gymnasiums widmete er sich am Polytechnikum in Charlottenburg dem Studium der Ingenieurwissenschaften. Nachdem seine außergewöhnliche Stimmbegabung schon in der Studienzeit aufgefallen war, wandte er sich im Alter von 24 Jahren an Professor Selva in Padua, bei dem er die erste sachgemäße musikalische Ausbildung erhielt. Später besuchte er das Konservatorium in Mailand, wo er bei Professor Giovannini seine Studien beendete. Seine Laufbahn als Bühnensänger begann Feinhals am Stadttheater in Essen. Nach kurzem, erfolgreichen Wirken in diesem Theater und einem Engagement am Stadttheater in Mainz wurde er 1898 an die königliche Hofoper in München berufen, wo er der Nachfolger von Eugen Gura wurde. Noch heute befindet sich im Treppenhaus der Staatsoper zu München ein Bildnis des Künstlers.

Fritz Feinhals

Seine kräftige Stimme und seine imposante Erscheinung machten ihn zu einem der hervorragenden Vertreter von Richard Wagners Operngestalten. Aber auch als Interpret von Mozart- und Verdiopern konnte er überzeugen. Feinhals gab Gastspiele an fast allen großen Opernhäusern Europas. Er bereiste Amerika und trat 1908 an der Metropolitan Opera in New York auf. Seine Glanzrollen waren Hans Sachs, Wotan, Telramund, Don Juan, Hans Heiling und Wilhelm Tell. Seine Gattin, die Altistin Elise Feinhals (1869–1924), wirkte u. a. bei den Münchner Festspielen und bei den Wagner-Aufführungen in Amsterdam in kleineren Partien mit. Das Ehepaar hatte vier Kinder mit denen es zeitweise eine Villa in Feldafing am Starnberger See bewohnte. Nach dem Tod seiner Frau Elise, die durch ein Busunglück im italienischen Meran im Jahr 1924 tödlich verunglückte, war Feinhals in zweiter Ehe mit Rose Feinhals verheiratet. Nach Beendigung seiner Karriere lebte Fritz Feinhals als Pädagoge in München. Er beendete seine Karriere im Jahre 1927. Er ist auf dem Kölner Melaten-Friedhof in der Gruft der Familie Feinhals beigesetzt.

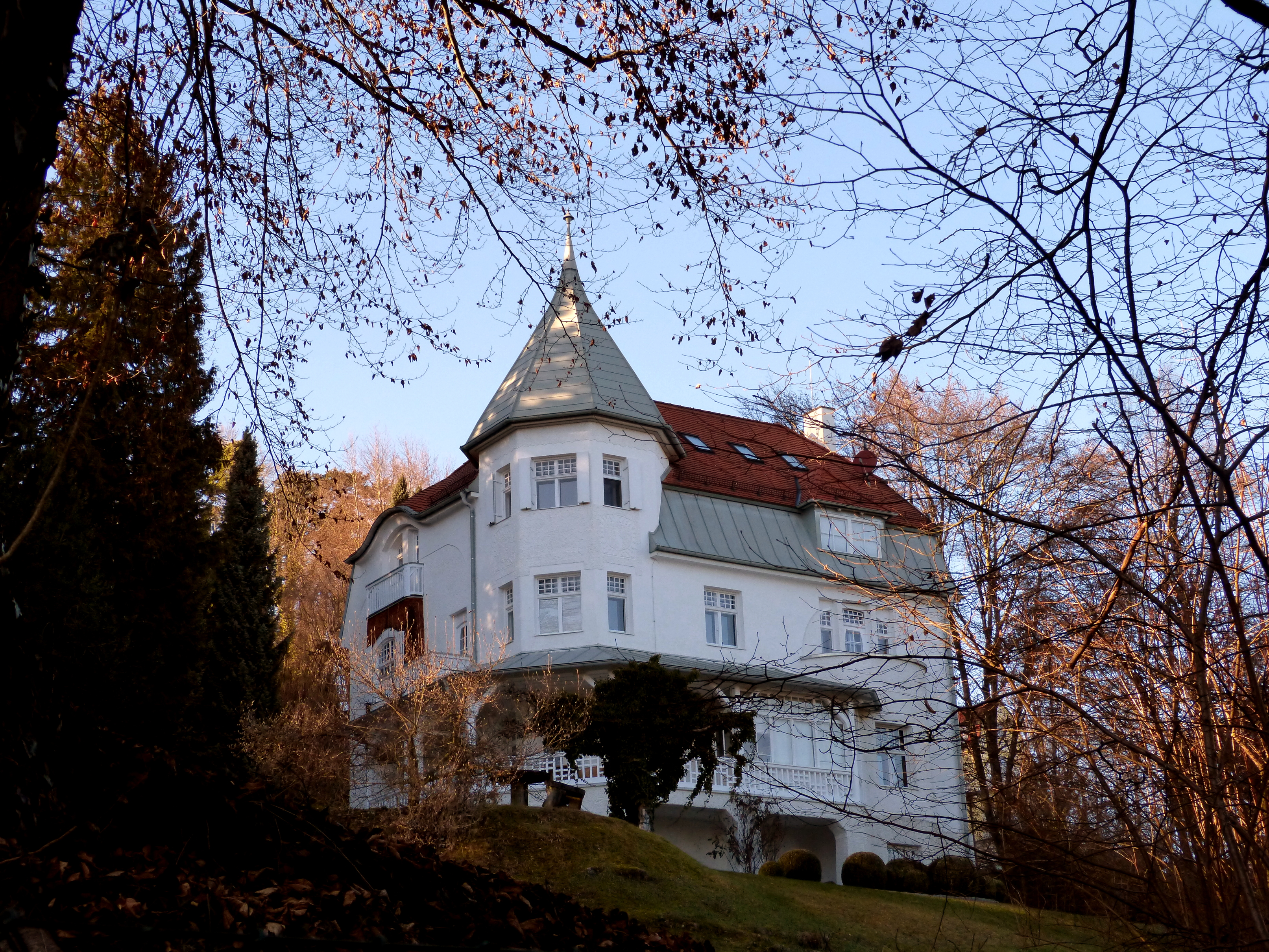
Villa Feinhals in Feldafing

Die erste Aufnahme von Fritz Feinhals entstand für Berliner Records (München 1901), dann zahlreiche Platten für Odeon (Berlin 1907 und 1909), Gramophone (München 1909 und Berlin 1911) sowie Edison-Zylinder und -Platten (London 1910). Die Stimme von Elise Feinhals ist durch zwei äußerst seltene Aufnahmen für Berliner Records (München 1901) und eine 35-cm-Schallplatte bei Odeon (Berlin 1907) dokumentiert.

## Ehrungen
1964 wurde eine Straße in München-Obermenzing nach ihm benannt.